# Felix Hausdorff
Pour les articles homonymes, voir Hausdorff.
Felix Hausdorff est un mathématicien allemand né le 8 novembre 1868 à Breslau (aujourd'hui Wrocław) et mort le 26 janvier 1942 à Bonn. Il est l'auteur, sous le nom de Paul Mongré, de travaux philosophiques et littéraires.
Considéré comme l'un des fondateurs de la topologie moderne, il contribua aussi significativement à la théorie des ensembles, à la théorie de la mesure et à l'analyse fonctionnelle. Son nom a été donné en 2007 au Centre Hausdorff pour les mathématiques de Bonn, ville où il a enseigné et s'est suicidé avec sa femme pour échapper à la déportation.

## Biographie

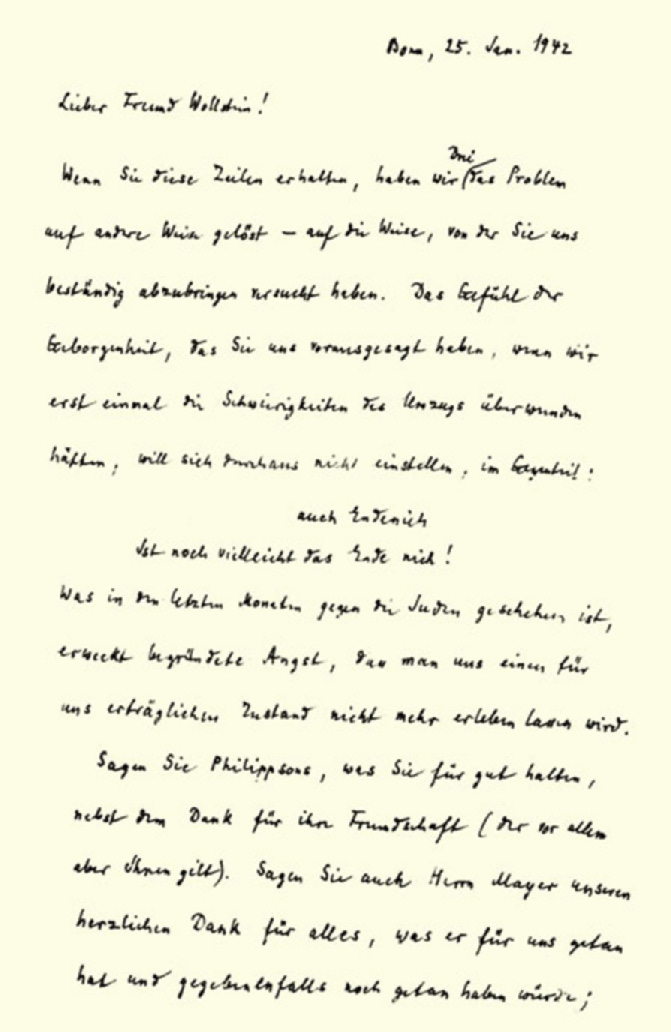
Première page de la lettre à Wollstein.

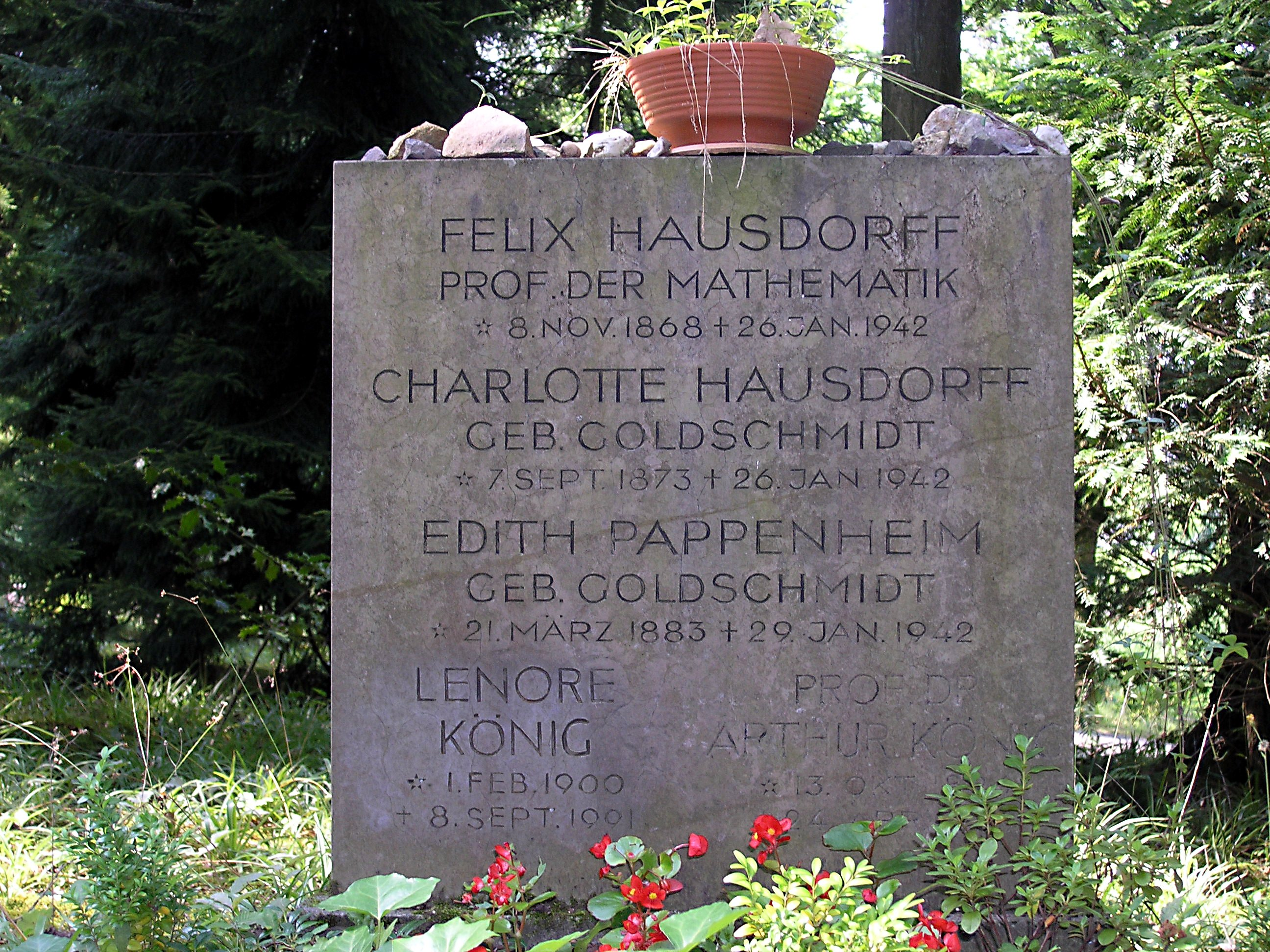
Pierre tombale à Bonn-Poppelsdorf.

Felix Hausdorff naquit dans une famille juive assez aisée pour qu'il n'ait jamais de souci d'argent. Son père, Louis (1843-1896), était un homme d'affaires, mais il a également laissé plusieurs traités, dont un sur les traductions en araméen de la Bible vues sous l'angle du droit talmudique. Il s'installa avec sa famille à Leipzig en 1870.
Le jeune Hausdorff parut longtemps vouloir choisir une carrière artistique. Ce n'est que sur l'insistance de son père qu'il abandonna la musique, mais il a toujours des artistes dans son cercle d'amis : Richard Dehmel, Hermann Conradi, Otto Erich Hartleben, Gustav Kirstein, Max Klinger, Max Reger et Frank Wedekind. Il était un grand connaisseur de la musique de Richard Wagner. D'ailleurs lui-même n'abandonna jamais complètement la littérature. Sa pièce Der Arzt seiner Ehre, satire du sens de l'honneur et de la manie du duel des officiers prussiens, eut beaucoup de succès. Il fit paraître un recueil de poèmes et de très nombreux essais philosophiques, empruntant par exemple à Nietzsche, dont il restait très critique, un point de vue sans dogme et sans système.
En 1899, Hausdorff épousa Charlotte Goldschmidt, la fille d'un médecin.
Hausdorff étudia les mathématiques à Leipzig, où ses maîtres furent Heinrich Bruns et Adolph Mayer, puis y enseigna jusqu'en 1910, date à laquelle il devint professeur de mathématiques à l'université de Bonn. De 1913 à 1921, il enseigna à l'université de Greifswald, puis il revint à Bonn.
Quand le parti nazi arriva au pouvoir, Hausdorff pensa que le professeur d'université qu'il était ne serait pas inquiété. Cependant ses travaux de mathématiques furent dénoncés comme « juifs », inutiles et « non allemands », et il perdit son poste en 1935.

En 1942, Hausdorff, sa femme et sa belle-sœur sont internés au camp de transit de Bonn-Endenich (de) (monastère dont les nazis avaient chassé les religieuses et qu'ils avaient transformé en camp de transit). Il écrivit à un ami : 

« Cher ami Wollstein,

Quand vous recevrez ces lignes, nous trois aurons résolu le problème d'une autre façon — de la façon dont vous avez sans cesse essayé de nous dissuader. […] Ce qui est arrivé aux Juifs ces derniers mois suscite avec raison l'angoisse qu'on ne nous laissera plus vivre rien de vivable. […] Pardonnez-nous […] notre désertion. Nous vous souhaitons, à vous et à tous nos amis, des temps meilleurs. »

 Le soir du 25 janvier, ils se suicidèrent tous trois aux barbituriques. Le dernier souhait de Hausdorff ne se réalisa pas : Wollstein mourut à Auschwitz. Par contre sa fille Lenore (Nora) (1900 - 1991) survécut à la Shoah et mourut à Bonn.

## Contributions aux mathématiques
Hausdorff a contribué aux sujets suivants, dont plusieurs portent son nom :
- les ensembles partiellement ordonnés ;
- les espaces séparés (appelés en anglais « Hausdorff spaces ») ;
- la dimension de Hausdorff ;
- la distance de Hausdorff ;
- la démonstration générale de l'inégalité de Young (ou « inégalité de Young-Hausdorff ») ;
- le problème des moments de Hausdorff ;
- la formule de Baker-Campbell-Hausdorff ;
- le paradoxe de Hausdorff (en)[3] ;
- la démonstration du principe de maximalité de Hausdorff ;
- le théorème de Lebesgue-Hausdorff.

Hausdorff donna en 1908 la première généralisation de l'hypothèse du continu de Cantor : son 
« hypothèse Aleph », équivalente à ce qu'on appelle aujourd'hui l'hypothèse généralisée du continu.
En 1909, étudiant les ensembles de suites de nombres réels munis d'un ordre partiel, il énonça ce qu'on appelle aujourd'hui le principe de maximalité de Hausdorff ; il fut le premier à appliquer en algèbre un principe de maximalité.
En 1914, dans son classique Grundzüge der Mengenlehre (en français Éléments de la théorie des ensembles), il donna une définition abstraite des ensembles partiellement ordonnés. À l'aide de l'axiome du choix, il montra que tout ensemble muni d'un ordre partiel a un sous-ensemble maximal muni d'un ordre total. Le même ouvrage comporte une axiomatisation du concept topologique de voisinage ; c'est également là que sont présentés les espaces topologiques appelés maintenant espaces séparés (espaces de Hausdorff en anglais).
Toujours en 1914 et de nouveau sur la base de l'axiome du choix, il donna une décomposition « paradoxale » de la sphère à deux dimensions comme l'union disjointe des ensembles A, B, C et Q, où Q est dénombrable et où les ensembles A, B, C, et B ∪ C sont congruents. C'est la source de la décomposition de la boule de l'espace à trois dimensions du paradoxe de Banach-Tarski.
C'est Hausdorff qui a introduit les concepts de distance de Hausdorff et de dimension de Hausdorff qui ont montré leur utilité dans la théorie des fractales.

## Œuvres complètes
L'édition des œuvres complètes est en cours. La bibliothèque de l'université de Bonn a reçu le legs d'environ 26 000 pages manuscrites de Hausdorff. L'équipe d'édition comprend 16 mathématiciens ou logiciens, 5 historiens des mathématiques et de l'astronomie et 3 philosophes et germanistes ; son coordonnateur scientifique est Walter Purkert. Les neuf volumes (comprenant l’œuvre philosophique et littéraire) sont parus ou paraîtront chez Springer, y compris la biographie : 
- 1A. Allgemeine Mengelehre  (ISBN 978-3-642-25598-4)
- 1B. Biographie  (ISBN 978-3-662-56380-9), 2018, xii+1131 p. (édité par Egbert Brieskorn et Walter Purkert)
- 2. Grundzüge der Mengenlehre  (ISBN 978-3-540-42224-2), « Éléments de la théorie des ensembles »
- 3. Mengenlehre  (ISBN 978-3-540-76806-7), « Théorie des ensembles »
- 4. Analysis, Algebra und Zahlentheorie  (ISBN 978-3-540-41760-6), « Analyse, algèbre et théorie des nombres »
- 5. Astronomie, Optik und Wahrscheinlichkeitstheorie  (ISBN 978-3-540-30624-5), « Astronomie, optique et théorie des probabilités »
- 6. Geometrie, Raum und Zeit « Géométrie, espace et temps » (en préparation)
- 7. Philosophisches Werk  (ISBN 978-3-540-20836-5), « Œuvre philosophique »
- 8. Literarisches Werk  (ISBN 978-3-540-77758-8), « Œuvre littéraire ».
- 9. Korrespondenz  (ISBN 3-642-01116-0)

L'ouvrage le plus important est Éléments de la théorie des ensembles (1914) ; il est dédié à Cantor.

## Hommages posthumes

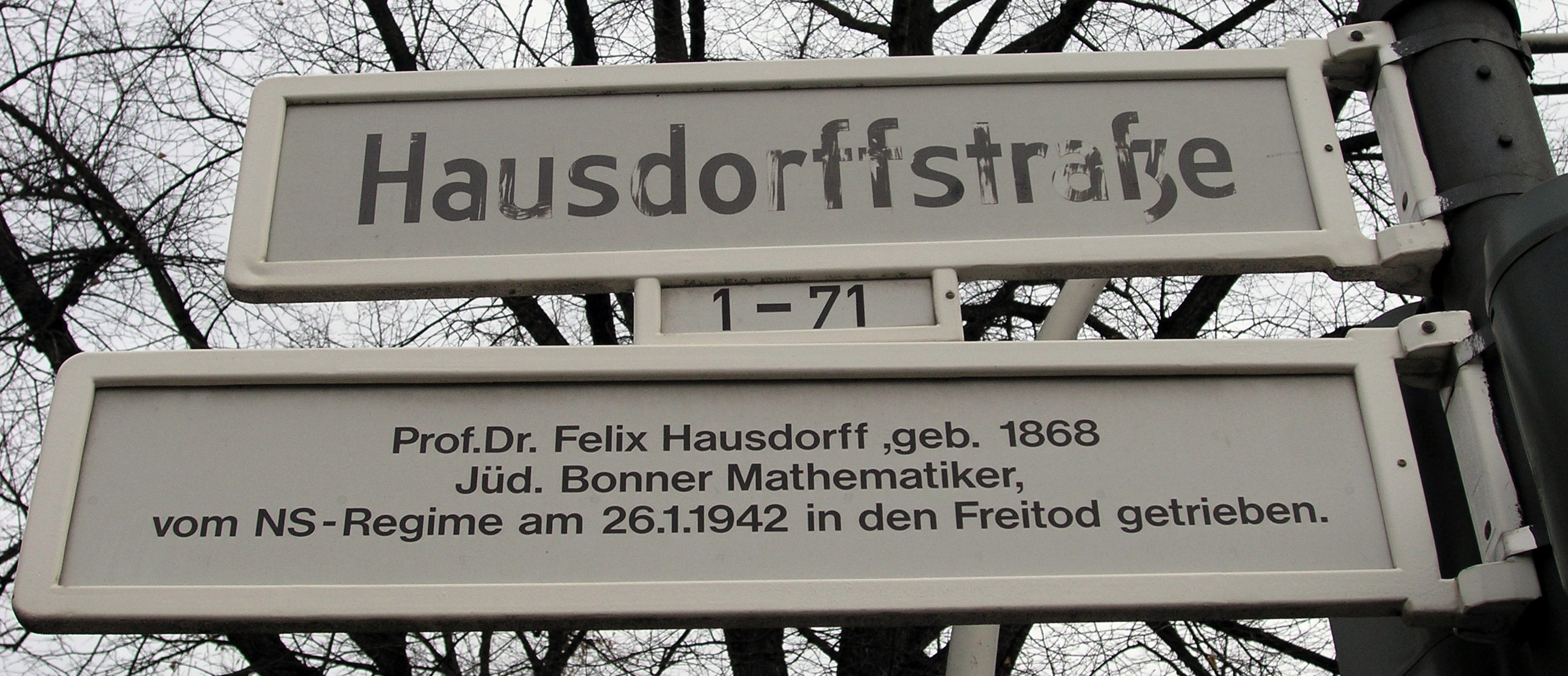
Hausdorffstraße (Bonn).

- À Bonn, où il a enseigné, une rue porte son nom, de même qu'un centre de recherches rattaché à l'université, le Centre Hausdorff pour les mathématiques[6].
- À Greifswald, également lieu de son enseignement, une plaque, 5 rue Goethe, rappelle sa mémoire, de même qu'une rue et un Centre international.